# 2丁拳銃
2丁拳銃（にちょうけんじゅう）は、吉本興業所属のお笑いコンビ。1993年6月結成。NSC大阪校12期生。愛称は、にちょけん。M-1グランプリ2003、日清食品 THE MANZAI 2014ファイナリスト。

## メンバー
小堀 裕之（こほり ひろゆき、1974年1月9日 - ）（51歳）
ボケ・ネタ作り担当、立ち位置は向かって左。
奈良県奈良市出身。身長168cm、体重53kg。血液型B型。
家族構成は妻と4人の子。
コンビ以外では「ヘドロットン」名義でマルチタレントとして活動。
落語家・新作落語の落語台本作家でも活動。落語を演じる際の高座名は「はぐれ亭ヘドロ」。台本作家としては「三分の二」で全国落語台本コンクール（六人の会主催）入賞、2009年に「ハンカチ」で、2018年に「運動会」で上方落語台本大賞（上方落語協会主催）・優秀賞をそれぞれ受賞。2021年には落語協会（東京）新作落語台本募集で「ライオン」で佳作を受賞。
2014年、藤田憲右（トータルテンボス）やくっきー!（野性爆弾）らと共に結成したロックバンド・THE SESELAGEESでは「ヘドヴィシャス」名義でベースを担当している。
1990年代後半からDJとしても活動、「ROCK IN JAPAN FESTIVAL」および「COUNTDOWN JAPAN」には初期から複数回参加している。
舞台俳優、漫画原作者としても活動。
所謂、クズエピソード（特に家庭）に事欠かない芸人としても知られる。
子煩悩を自称しているものの、「お腹を空かせている子供の前で1人だけうなぎ弁当を食べる」「子供の誕生日に欲しがってもいないウクレレを無理やりプレゼントする」など、子煩悩とは到底思えないようなエピソードが多数ある。これについては相方川谷修士の妻でNSC11期の先輩野々村友紀子に叱責されている。
風貌がジョージ・ハリスンとポール・マッカートニーに似ていることから、デビュー当時のビートルズに扮してネタを披露する機会がある。また、ビートルズ関連のイベントにピンで参加することもある。
『M-1グランプリ2022』『M-1グランプリ2023』へ次男と共に「ヘドロ一家」として出場し、3回戦まで進出。次男は芸人を志しており、その次男から『M-1』出場に誘われた。「もう一度パパをあの（M-1の）ステージに立たせたい」という思いもあったらしく、少し泣きそうになったとのこと。

川谷 修士（かわたに しゅうじ、1974年5月17日 - ）（51歳）
ツッコミ担当、立ち位置は向かって右。
兵庫県神戸市出身。身長169cm、体重54kg。血液型A型。
舞台俳優・映画俳優としても活動し、2017年には映画『火花』に若手漫才師役で出演。
アメリカン・コミックスに造詣が深く、吉本興業所属の他のアメコミファン芸人らと劇団「アメコミリーグ」を結成。東京コミコンの司会を務めた。
家族構成は妻と2人の子で、妻は放送作家の野々村友紀子（元高僧・野々村）。2002年6月30日に結婚した。
写真で一言のBが得意。

## 来歴

### 結成
NSC大阪校12期出身で、1993年6月結成。コンビ名は2人ともファンであるTHE BLUE HEARTS『44口径』の歌詞が由来。後に『44口径』は舞台出演時の出囃子となる。
デビューして間もなくは収入が乏しく、修士はたむらけんじや陣内智則といった先輩からの奢り、小堀は交際相手（のちの妻）やその他の女性からの奢りや借金でそれぞれ食い繋ぐ日々が続いた。1997年から98年にかけ数々の賞を受賞することで、自活できるようになる。baseよしもとではアイドル的な人気を博し、歌手・声優としても活動。

### 東京進出
baseよしもとの卒業生第1号として、2000年に東京進出。当時の修士は大阪に留まりたがっていたが、小堀の強い希望により東京へと活動拠点を移した。それに伴って大阪で出演していた番組は全て降板となり、東京のテレビでは「ひな壇」において自分たちを上手く印象付けられずメディア露出も減少し、「どん底」と振り返るような苦悶の時期を過ごす。
東京進出後、ルミネtheよしもとで「2丁拳銃の箱入り娘」「2丁拳銃の拳(Gu)」（共にヨシモトファンダンゴTVで放送）などのイベントも精力的に開催。チャイルドマシーン、ハローバイバイ、ダイノジ、カリカ、アップダウン、トータルテンボス、ニブンノゴ!などの東京吉本勢、若手だったインパルスやロバート、ピース、上京したての次長課長、タカアンドトシ、ライセンスなどが定期的に出演し、ルミネ初期を代表する人気イベントとなる。

#### ネタ
2001年にルミネtheよしもとが開設され劇場の仕事が入るようになり、また『M-1グランプリ』が創設されたため漫才での成功を目指した。『M-1グランプリ』では2001年、2002年ともに準決勝敗退に終わり、自分たちは漫才のスキルに見合わない人気を大阪で得ていたのではないかと内省し、ネタのクオリティ向上を志す。その一環として、100分間ノンストップで漫才を演じ続ける単独ライブ「百式（「百分式漫才」の略）」を2002年から開催。
2002年時点で結成10年目で、当時は出場資格の解釈が「結成10年目（結成9年）以内」だったため、『M-1グランプリ』決勝戦への道が途絶えた。ところが、翌年にその解釈が「結成10年（結成11年目）以内」に変更されたことで、2003年大会にも出場できるようになり、2度目のラストイヤーで決勝戦進出を決めた。8組目まで暫定3位だったが、敗者復活枠のアンタッチャブルに抜かれ、最終成績は4位となる。
『M-1グランプリ』以後も『笑いの金メダル』『爆笑レッドカーペット』といったネタ番組や、各地の劇場でネタを演じてきた。
賞レース用の短い漫才に集中するため、「百式」を3年休止して臨んだTHE MANZAIでは2012年から2014年まで認定漫才師となる。2014年に決勝進出するも、Aグループ最下位に終わった。
2015年以降はコントにも注力するようになり、一時は参加をやめていたキングオブコントにも2018年まで出場した。

#### 音楽活動
漫才と並行して、大阪時代に引き続き音楽活動を継続。「コムロきどり」では他の芸人に楽曲を提供し、アルバムのプロデュースを行った。また小堀は2009年当時マッシュルームカットにしていたことから、斉藤和義の『ずっと好きだった』（2010年4月リリース）、『やさしくなりたい』（2011年11月リリース）のミュージックビデオにいずれもジョージ・ハリスン役で出演している。
TVチャンピオン「芸能人弾き語り王選手権」やフジテレビ「歌うま王座」に出場するなど、音楽スキルを活かしてバラエティ番組に出演することもある。
2010年以降は、2丁拳銃名義での音楽活動は縮小。

#### リアリティショー
音楽などの活動にかまけてネタのスキルアップを疎かにする「クズ芸人」であり、複数の愛人宅を渡り歩き家に帰らず楽器に浪費して妻子に生活費を十分に渡さない「ヘドロパパ」でもある小堀を、修士の妻である野々村や他の芸能人が説教するといった筋書きのリアリティショーへ出演する機会がある。

## 芸風
ネタ作りは小堀が主導だが、修士や作家が作ることもある。
代表的なネタとして、修士が出したクイズに小堀がちょうどいい解答を出すというフォーマットの「丁度ええ漫才」がある。2008年11月頃に構想完成、2009年1月1日の『爆笑レッドカーペット』で初披露。「あるあるネタ」のバリエーションではあるが、若干マニアックなものを入れてみるなどで変化をつけている。

## 賞レース成績・受賞歴など

### M-1グランプリ
| 年     | 結果       | エントリーNo. | 決勝戦キャッチコピー | 備考                |
| ------ | ---------- | ------------- | -------------------- | ------------------- |
| 2001年 | 準決勝敗退 | 1199          |                      |                     |
| 2002年 | 準決勝敗退 | 1753          |                      | 1度目のラストイヤー |
| 2003年 | 決勝4位    | 484           | ラストチャンス       | 2度目のラストイヤー |

### 日清食品 THE MANZAI
| 年     | 結果               | 備考               |
| ------ | ------------------ | ------------------ |
| 2011年 | 2回戦敗退          |                    |
| 2012年 | 本戦サーキット敗退 |                    |
| 2013年 | 本戦サーキット敗退 |                    |
| 2014年 | 決勝大会敗退       | 本戦サーキット10位 |

### THE SECOND 〜漫才トーナメント〜
| 年     | 結果                         |
| ------ | ---------------------------- |
| 2023年 | ノックアウトステージ16→8敗退 |
| 2024年 | 選考会敗退                   |

### その他
- 1996年 第17回ABCお笑い新人グランプリ 新人賞
- 1997年 第18回ABCお笑い新人グランプリ 優秀新人賞
- 1997年 第27回NHK上方漫才コンテスト 優秀賞
- 1997年 平成9年度NHK新人演芸大賞 演芸部門 大賞
- 1998年 第33回上方漫才大賞 新人奨励賞
- 2008年 キングオブコント2008 準決勝敗退[52]
- 2009年 第2回上方落語台本大賞 優秀賞 ※演題「ハンカチ」（小堀）
- 2014年 歌ネタ王決定戦2014 準決勝敗退[53]
- 2015年 歌ネタ王決定戦2015 準決勝敗退[54]
- 2016年 歌ネタ王決定戦2016 準決勝敗退[55]
- 2017年 キングオブコント2017 準々決勝敗退[56]
- 2018年 キングオブコント2018 準々決勝敗退[57]
- 2018年 第2回岩井コスモ証券presents上方落語台本大賞 優秀賞 ※演題「運動会」（小堀）

## 出演

### テレビ

#### レギュラー出演
- 吉本超合金（テレビ大阪）
- 銀河ピカイチテレビ（毎日放送、1998年4月 - 9月）
- 2CHO-kenのガオラGAオーラ!（GAORA、1999年4月 - 2000年9月）
- ココリコ海上火災（毎日放送）
- 踊る!ほっとけさん（テレビ朝日）
- 今田・極楽のエンタ!（毎日放送）
- バッテキ!（福岡放送）
- コント1000本ノック（フジテレビ）
- 美少女日記III内「燃えろ!マナー部」（テレビ東京）修士のみ、ナレーション
- 男前（テレビ東京）
- 2丁拳銃の拳(Gu)（ヨシモトファンダンゴTV）
- 2丁拳銃の箱入り娘（ヨシモトファンダンゴTV）
- フジケン（EXエンタテイメント）隔週
- バクタレ!（福岡放送）
- ろっくとぅざふゅーちゃー（とちぎテレビ）
- ロッケンロール（とちぎテレビ、2012年4月 - 2014年6月）
- 中川家&コント（BSフジ、2019年1月 - ）修士のみ[58]

### インターネット番組
- 街録ch〜あなたの人生、教えて下さい〜（YouTube番組、2021年）

#### その他のネタ番組
- 爆笑オンエアバトル（NHK総合）戦績4勝1敗 最高469KB
- 笑いの金メダル（テレビ朝日）
- 爆笑レッドカーペット（フジテレビ、不定期出演）キャッチコピーは「乱れ撃ちのブルース」
- 新春ピンクカーペット（フジテレビ）キャッチコピーは「乱れ撃ちのブルース」
- ザ・イロモネア（TBSテレビ、2009年7月30日 - ）『ゴールドラッシュ』に出演、2週目クリア。
- 上方演芸ホール（NHK大阪放送局、2003年6月27日・2009年9月27日）
- 笑・神・降・臨 第2シリーズ（NHK総合、2009年10月26日）[59]
- あらびき団・ナマイキ!あらびき団（TBSテレビ）
- ZIP!（日本テレビ）ワラガチャ
- にちようチャップリン（テレビ東京、2017年12月3日・2018年5月6日・20日、2021年9月25日）
- 有吉の壁（日本テレビ、2020年12月9日）修士のみ

### テレビドラマ
- 金曜プレステージ「事件屋稼業2」（フジテレビ）
- DRAMA COMPLEX「ヘレンときよしの物語　～内助の功 爆笑大家族につつまれて～」（日本テレビ）[60]（修士のみ）

### 映画
- 岸和田少年愚連隊〜血煙り純情編〜（1996年）
- とっかえっ娘。（2002年）
- 浪商のヤマモトじゃ!（2003年）
- 日常　恋の声（2007年）[61]（修士のみ）
- カミカゼハナビ、my（2008年）[62] 『YOSHIMOTO DIRECTOR'S 100 〜100人が映画撮りました〜』参加作品
- 火花（2017年） 山下 役[63]（修士のみ）

### Vシネマ
- 孤高の叫び 全2作（2008年） - 佐藤文雄（小堀のみ）

### 舞台
- つんく♂タウンTHEATER 第二弾 脱煙応援プロジェクト「手を挙げろ！健康強盗だ」（2007年1月10日 - 14日、新宿村ライブ）
- トーキョーハイライトメンソール 「vol.1」（2015年6月18日 - 21日、シアター711）
- リーディング「怪談の語り場」（2025年7月26日・27日、浅草九劇）（川谷のみ）[64]
- テンダープロプロデュース 朗読劇「遠き夏の日2025」（2025年8月21日・22日・24日〈予定〉、赤坂RED/THEATER）（小堀のみ）[65][66]

### 劇場アニメ
- 名探偵コナン 時計じかけの摩天楼（1997年）[67]

### ラジオ
- さんちかDEランチタイム!（AM神戸）
- 2丁拳銃のギャグたま!（文化放送）
- 2丁拳銃R（ABCラジオ）
- OBCブンブンリクエスト（ラジオ大阪）
- 花子・2丁拳銃のまだまだこどもの時間（MBSラジオ）

### PV
- 斉藤和義「ずっと好きだった」ジョージ・ハリスン役（小堀）
- 斉藤和義「やさしくなりたい」ジョージ・ハリスン役（小堀）
- 電気グルーヴ 「人間大統領」 回答者役 (小堀)

## 書籍

### 単著
『ヘドロパパのヨメイゲン』（2019年、小学館）（小堀）

### 連載コラム
- LuckyRaccoon（ヒビワレ）vol.39まで[68]
- ROCKIN'ON JAPAN（「2丁拳銃ロックスターへの道」）連載休止中

## ディスコグラフィー

### DVD
単独ライブのDVD化に限る。
- PISTOLS（1998年）
- 百式（2003年）
- 銃歌〜チャカ〜（2003年）
- 百式2004（2004年）
- 銃響曲-SYMPHONY-（2005年）
- 百式2005（2006年）

- 百式2006（2007年）
- 百式2007（2008年）
- 百式2008（2008年）
- 百式2009 (2009年)
- 百式2010 (2010年)
- 百式2011・2012・2015・2016 (2017年)

### シングルCD
- イーストウェストジャパン
  - 逢いたくて（1998年3月25日）
  - いつだって…（1998年8月26日）
  - 空を見上げて（1999年3月25日）
- SME
  - ラブソング（2000年3月23日）
  - 青色（2001年9月19日）

### アルバム
- LOVEROCK（SME、2001年10月24日）
- コムロきどり（R and C、2007年2月7日）

### ミニアルバム
- R and C
  - 蛍光灯の虫（2004年8月25日）
  - 青春デストロイ（2005年3月10日）
  - ティラノサウルスをやっつけろ（2005年7月20日）
  - おしりフリフリ '66（2005年11月16日）

## 単独ライブ
1995年
- 8月10日 - 「ネイキッド」（心斎橋筋2丁目劇場/大阪）
- 11月22日 - 「ネイキッド」（心斎橋筋2丁目劇場/大阪）

1996年
- 1月28日 - 「燃えよ! 2丁拳銃」（心斎橋筋2丁目劇場/大阪）

2000年
- 11月22日･23日 - 「ピストルモンキーカンフーマン」（銀座ガスホール/東京）

2001年
- 3月17日 - 「ピストルモンキーサードマン」（銀座ガスホール/東京）
- 7月6日 - 7日 - 「ピストルモンキーフィーバーマン」（近鉄小劇場/大阪）

2002年
- 12月31日 - 「百式」（ルミネtheよしもと/東京）

2003年
- 3月15日 - 2丁拳銃の100分漫才「百式Ⅱ」（札幌電車通りスタジオ/北海道）
- 3月21日 - 2丁拳銃の100分漫才「百式Ⅱ」（ルミネtheよしもと/東京）
- 3月22日 - 2丁拳銃の100分漫才「百式Ⅱ」（吉本栄3丁目劇場/愛知）
- 3月28日 - 2丁拳銃の100分漫才「百式Ⅱ」（吉本ゴールデン劇場/福岡）
- 3月29日 - 2丁拳銃の100分漫才「百式Ⅱ」（なんばグランド花月/大阪）
- 8月17日 - 「銃歌〜チャカ〜DVD発売記念再公演」（ルミネtheよしもと/東京）

2004年
- 3月6日 - 2丁拳銃の「百式」（吉本ゴールデン劇場/福岡）
- 3月13日 - 2丁拳銃の「百式」（電車通り8丁目スタジオ/北海道）
- 3月14日 - 2丁拳銃の「百式」（吉本栄3丁目劇場/愛知）
- 3月20日 - 2丁拳銃の「百式」（なんばグランド花月/大阪）
- 3月27日 - 2丁拳銃の「百式」（ルミネtheよしもと/東京）
- 11月2日 - 3日 - 2丁拳銃コントライブ銃響曲〜symphony〜（本多劇場/東京）

2005年
- 1月29日 - 「大阪拳銃」（うめだ花月/大阪）
- 5月22日 - 百分式漫才「百式」（吉本栄3丁目劇場/愛知）
- 5月27日 - 百分式漫才「百式」（ビブレホール/福岡）
- 6月4日 - 百分式漫才「百式」（五番館赤れんがホール/北海道）
- 6月17日 - 百分式漫才「百式」（なんばグランド花月/大阪）
- 6月24日 - 百分式漫才「百式」（よしもと紙屋町劇場/広島）
- 6月26日 - 百分式漫才「百式」（ルミネtheよしもと/東京）

2006年
- 12月2日 - 百分式漫才「百式」（baseよしもと/大阪）
- 12月17日 - 百分式漫才「百式」（ルミネtheよしもと/東京）

2007年
- 6月2日 - 百分式漫才「百式」（ターミナルプラザことにパトス/北海道）
- 6月3日 - 百分式漫才「百式」（ASUNAL HALL/愛知）
- 6月10日 - 百分式漫才「百式」（ビブレホール/福岡）
- 6月16日 - 百分式漫才「百式」（baseよしもと/大阪）
- 6月24日 - 百分式漫才「百式」（ルミネtheよしもと/東京）

2008年
- 6月1日 - 百分式漫才「百式〜ふくおか式〜」（ビブレホール/福岡）
- 6月7日 - 百分式漫才「百式〜なごや式〜」
- 6月15日 - 百分式漫才「百式〜さっぽろ式〜」（ターミナルプラザことにパトス/北海道）
- 6月29日 - 百分式漫才「百式〜おおさか式〜」（baseよしもと/大阪）
- 7月5日 - 百分式漫才「百式〜とうきょう式〜」（ルミネtheよしもと/東京）

2009年
- 9月5日 - 「百式二〇〇九＋余弾」（京橋花月/大阪）
- 9月19日 - 「百式二〇〇九＋余弾」（ASUNAL HALL/愛知）
- 10月3日 - 「百式二〇〇九＋余弾」（ルミネtheよしもと/東京）

2011年
- 10月1日 - 「2丁拳銃の百式2011」（京橋花月/大阪）
- 10月2日 - 「2丁拳銃の百式2011」（ターミナルプラザことにパトス/北海道）
- 10月15日 - 「2丁拳銃の百式2011」（ビブレホール/福岡）
- 10月30日 - 「2丁拳銃の百式2011」（SUNSHINE STUDIO/愛知）
- 11月20日 - 「2丁拳銃の百式2011」（ルミネtheよしもと/東京）

2012年
- 12月1日 - 「2丁拳銃の百式2012～僕らが選んだ19年間の選りすぐりネタをセルフリメイク! 新ネタを添えて召し上がれ～」（5upよしもと/大阪）
- 12月24日 - 「2丁拳銃の百式2012～僕らが選んだ19年間の選りすぐりネタをセルフリメイク! 新ネタを添えて召し上がれ～」（ルミネtheよしもと/東京）

2013年
- 1月19日 - 「2丁拳銃の百式2012～僕らが選んだ19年間の選りすぐりネタをセルフリメイク! 新ネタを添えて召し上がれ～」（あるあるYY劇場/福岡）

2015年
- 8月9日 - 「百式2015」（よしもと幕張イオンモール劇場/千葉）
- 8月14日 - 「百式2015」（大丸心斎橋劇場/大阪）
- 8月16日 - 「百式2015」（FMベリースタジオ/栃木）
- 8月21日 - 「百式2015」（あるあるYY劇場/福岡）
- 8月29日 - 「百式2015」（よしもと沖縄花月/沖縄）
- 9月4日 - 「百式2015」（伏見JAMIN'/愛知）
- 9月12日 - 「百式2015」（沼津ラクーンよしもと劇場/静岡）
- 9月18日 - 「百式2015」（ターミナルプラザことにパトス/北海道）
- 9月20日 - 「百式2015」（よしもと紙屋町劇場/広島）
- 9月21日 - 「百式2015」（ルミネtheよしもと/東京）

2016年
- 8月12日 - 「百式2016」（大丸心斎橋劇場/大阪）
- 8月26日 - 「百式2016」（ターミナルプラザことにパトス/北海道）
- 9月2日 - 「百式2016」（伏見JAMIN'/愛知）
- 9月19日 - 「百式2016」（ルミネtheよしもと/東京）

2017年
- 11月30日 -「百式2017」（HEP HALL/大阪）
- 12月15日 - 「百式2017」（ルミネtheよしもと/東京）

2018年（コンビ結成25周年）
- 12月21日 -「百式2018」（伏見JAMIN'/愛知）
- 12月23日 -「百式2018」（HEP HALL/大阪）
- 12月28日 - 「百式2018」（ルミネtheよしもと/東京）

2019年
- 9月2日 - 「百式2019」（札幌放送芸術＆ミュージック・ダンス専門学校7階/北海道）
- 9月19日 - 「百式2019」（ルミネtheよしもと/東京）
- 11月3日 - 「百式2019」（Music Bar Perch/名古屋）
- 11月27日 - 「百式2019」（HEP HALL/大阪）